# Сімію (регіон)
Сімію (суах. Mkoa wa Simiyu, англ. Simiyu) — один з 31 регіону Танзанії. Площа 25 212 км², за переписом на серпень 2012 року його населення становило 1 584 157 осіб.
Адміністративний центр регіону — місто Баріаді.

## Адміністративний поділ
Складається з п'яти округів:
- Баріаді
- Бусега
- Ітиліма
- Масва
- Меату